# Eois guapa
Eois guapa är en fjärilsart som beskrevs av William Schaus 1912. Eois guapa ingår i släktet Eois och familjen mätare. Inga underarter finns listade i Catalogue of Life.